# Миранда, Сула
Суэли Брито ди Миранда (порт. Suely Brito de Miranda; род. 	12 ноября 1963, Сан-Паулу, Бразилия), больше известна как Сула Миранда (порт. Sula Miranda) — бразильская певица и композитор, получившая известность в 1980-е годы.
Свою карьеру начала в девичьей поп-группе As Melindrosas, куда входили также её сёстры Яра и Мария, позже к ним присоединилась подруга Паола. Их первый альбом Disco Baby имел успех и был продан тиражом миллион копий.
После распада группы, в 1986 году начинает свою сольную карьеру и выпускает первый диск Sula Miranda.

## Дискография
- Sula Miranda — Volume 1 (1986)
- Sula Miranda — Volume 2 (1988)
- Sula Miranda — Volume 3 (1989)
- Sula Miranda — Volume 4 (1990)
- Sula Miranda — Volume 5 (1991)
- Sula Miranda — Volume 6 (1992)
- Sula Miranda — Volume 7 (1993)
- Sula Miranda — Volume 8 (1994)
- Sula Miranda — Volume 9 (1996)
- Ao Vivo (1997)
- Parada Obrigatória (1998)
- Ao Vivo II (1999)
- Coletânea Só Sucessos (1999)
- Minha História é a Sua (2003)
- Coração de Louvor (2007)
- Estrada de Bênçãos (2009)
- Prova de Amor (2012)
- Inabalável (2015)
- Aos Teus Pés (2018)